# Мацеёвице (гмина)
Мацеёвице (пол. Maciejowice) — сельская гмина (волость) в Польше, входит как административная единица в Гарволинский повет, Мазовецкое воеводство. Население — 7390 человек (на 2004 год).

## Демография
| Перепись                       | Всего   | Всего | Женщины | Женщины | Мужчины | Мужчины |
| ------------------------------ | ------- | ----- | ------- | ------- | ------- | ------- |
| Единицы                        | человек | %     | человек | %       | человек | %       |
| Население                      | 7390    | 100   | 3602    | 48,7    | 3788    | 51,3    |
| Плотность населения (чел./км²) | 42,8    | 42,8  | 20,9    | 20,9    | 21,9    | 21,9    |

## Сельские округа
1. Антонювка-Свержовска
2. Антонювка-Вильчковска
3. Бончки
4. Буды-Подленске
5. Домашев
6. Кавенчин
7. Кемпа-Подвежбяньска
8. Кобыльница
9. Кохув
10. Кохув-Кемпа
11. Краски-Дольне
12. Краски-Гурне
13. Леонув
14. Мацеёвице
15. Малямувка
16. Нове-Краски
17. Облин
18. Облин-Грондки
19. Облин-Корчунек
20. Оронне
21. Острув
22. Пастерник
23. Подленж
24. Подоблин
25. Подстолице
26. Подвежбе
27. Погожелец
28. Полик
29. Пшевуз
30. Самогощ
31. Стрых
32. Тополин
33. Тыжин
34. Ухаче
35. Врубле-Варгоцин

## Соседние гмины
1. Гмина Козенице
2. Гмина Ласкажев
3. Гмина Магнушев
4. Гмина Соболев
5. Гмина Стенжыца
6. Гмина Троянув
7. Гмина Вильга